# Stefanie Moshammer
Stefanie Moshammer (* 15. November 1988 in Wien) ist eine österreichische Künstlerin und Fotografin.
Basierend auf existierenden Fakten produziert sie fotografische Bilder, arbeitet aber gleichzeitig auch mit bewegtem Bild und raumgreifenden Installationen, in dem erzählerische Momente mit Fiktion vereint werden.
Stefanie Moshammer ist Autorin von sechs Büchern, hat zahlreiche Auszeichnungen und Preise erhalten und ihre Arbeit wurde international in Galerien und Museen ausgestellt.

## Leben
Moshammer wuchs im 11. Wiener Bezirk als Tochter einer Lehrerin und eines Polizeibeamten auf. Vom Gymnasium wechselte Moshammer an eine Wiener Modeschule, um dort mit dem Berufsziel Modedesignerin Textildesign zu studieren. Mit neunzehn Jahren besuchte sie das Kolleg Grafikdesign an der Höheren Graphischen Bundes-Lehr- und Versuchsanstalt in Wien, um sich dem Kommunikationsdesign zuzuwenden. Dort gab es eine Fotografieklasse und einen Lehrer, der ihr die Welt der Fotografie näher brachte.
Anschließend absolvierte Moshammer den Bachelor-Studiengang Grafik-Design und Fotografie an der Universität für künstlerische und industrielle Gestaltung Linz. Im Anschluss daran widmete sich Moshammer dem Bachelor-Lehrgang Advanced Storytelling an der Dänischen Schule für Medien und Journalismus in Aarhus.

## Werk
Stefanie Moshammer erlangte mit ihrer ersten Arbeit Vegas and She Bekanntheit, basierend auf der 2014 verfassten Bachelorarbeit an der Kunstuniversität Linz, welche 2015 als Buchform in der Fotohof Edition erschien. Das Buch ist ein subjektives Porträt von sieben Frauen im Alter von 21 bis 50 Jahren, die als Stripperinnen ihren Lebensunterhalt verdienen. Dabei entstand ein poetisches Städteporträt über Las Vegas und deren Bewohner.
Mit ihrem Projekt I Can Be Her  setzte sich Moshammer 2017 mit einer Liebeserklärung eines Fremden, die sie während ihres Las Vegas-Aufenthalts erhielt, auseinander. Der Brief, an das Austrian Girl gerichtet, veranlasste Moshammer im Gegenzug dazu, die Welt um diesen Mann herum mit Fotografien und Videos zu erbauen. Als erste österreichische Künstlerin widmete ihr das Magazin der deutschen Wochenzeitung Die Zeit mit der Ausgabe Nr. 40 vom 22. September 2016 eine Gesamtausgabe über dieses Projekt.
2018 gewann sie mit der Strecke I Can Be Her den C/O Berlin Talent Award. Die Arbeit wurde im selben Jahr als Einzelausstellung mit dem Titel „Not just your face honey“ im Fotografie Museum C/O Berlin präsentiert und beim Verlag Spector Books publiziert.
Moshammers Werkserie Land of Black Milk  über die Favelas von Rio de Janeiro wurde 2016 in einer Einzelausstellung in der Galerie OstLicht gezeigt. Das Zeit-Magazin veröffentlichte die Arbeit unter dem Titel Die Farben der Stadt in der Ausgabe 33 vom 4. August 2016 als Cover-Story kurz vor der Eröffnung der Olympischen Spiele in Rio.
Das 2001 von der Agentur Vandejong Amsterdam und dem Fotografiemuseum Amsterdam (Foam) gegründete internationale Fotografie Magazin foam zählte Stefanie Moshammer zu den FOAM-Talenten 2016 – den vierundzwanzig vielversprechendsten jungen Künstlern, die die Zukunft der Fotografie nachhaltig prägen könnten. Das Projekt Land of Black Milk wurde im Zuge des FOAM Talent 2016 ausgewählt und in den USA sowie den Niederlanden ausgestellt. Die Arbeit erschien im Jahr 2017 als Buchform durch den Verlag Skinnerboox.
2018 erhielt Stefanie Moshammer den Outstanding Artist Award für Künstlerische Fotografie – ein Staatspreis des Österreichischen Bundesministerium für Kunst, Kultur, öffentlicher Dienst und Sport.
2021 gewann sie den Images Vevey Broncolor Prize durch die Kunstbiennale Images Vevey in der Schweiz mit der Arbeit Each Poison, A Pillow. Die Arbeit beschäftigt sich thematisch mit weiblichem Alkoholismus, wobei diese in Zusammenarbeit mit Moshammers Mutter entstanden ist. Der Ursprung der Arbeit liegt in einem Wunschbrief, den Moshammer als 8-Jährige verfasst hat. Diese persönliche Geschichte über die Beziehung zwischen Mutter und Tochter wird durch Objekte, Videos und Fotografien dargestellt. Die Arbeit wurde zahlreich ausgestellt und erschien 2023 als Buchform durch den Verlag Éditions Images Vevey.
2023 wurde Stefanie Moshammer von der Mode Marke Louis Vuitton beauftragt ein Künstlerbuch über ihre Heimatstadt Wien zu erstellen. Damit ist Moshammer die erste österreichische Künstlerin, die Teil der Buchserie Louis Vuitton Fashion Eye ist, neben Namen wie Martin Parr, Coco Capitán, Peter Lindbergh, Helmut Newton, oder Harley Weir.
2024 reiste sie für das Unternehmen Belmond mit dem Eastern & Oriental Express von Singapur nach Malaysia. Dabei kombiniert Moshammer eigene Aufnahmen mit manipulierten Bildern und Standbildern aus Kurzfilmen, wodurch eine traumhafte, surreale Atmosphäre entsteht. Neben den Kampagnenbildern, entstand daraus ein Fotobuch, das Teil der Fotobuchreihe As Seen By ist. Dabei werden Belmonds Orte durch die Augen internationaler Bildkünstler gezeigt.

## Publikationen (Auswahl)
- Vegas and She. Salzburg: Fotohof Edition 2015, ISBN 978-3-902993-13-7.
- I Can Be Her. Zeit-Magazin, #40/2016, Fotografie-Sonderthema
- Facing Austria. Fotohof Edition 2017, 20 Fotografen, ISBN 978-3-902993-50-2.
- Marc Rackelmann: Make Love. Das Männerbuch. Sachbuch. Kein & Aber, 2017, ISBN 978-3-0369-5773-9.
- Land of Black Milk. Skinnerboox 2017, ISBN 978-88-948950-6-3.
- Not just your face honey. Spector Books & C/O Berlin 2018, ISBN 978-3-95905-243-6.
- Each Poison, A Pillow. Éditions Images Vevey 2023, ISBN 978-2-940624-23-2.
- Louis Vuitton Fashion Eye. Vienna, 2023, ISBN 978-2-36983-400-7.
- Eastern & Oriental Express: RVB & Belmond, 2024, ISBN 978-2-492-17550-3.

## Ausstellungen (Auswahl)
- 2015, Gruppenausstellung: Vegas and She – gemeinsam mit Iris Andraschek, Galerie Fotohof, Salzburg, Österreich
- 2016, Einzelausstellung: Vegas and She & Land of Black Milk – Galerie OstLicht, Wien, Österreich
- 2016, Gruppenausstellung: I Can Be Her, Museum of Contemporary Art of Rome, Italien
- 2016, Gruppenausstellung: Young Gods, The Body Politic – mit Karin Fisslthaler, Ulrike Lienbacher, Christopher Mavric und Erwin Polanc, Gallery of Photography, Dublin, Irland
- 2017, Foam Talent Exhibition, Land of Black Milk –  Beaconsfield Gallery Vauxhall, London, Großbritannien
- 2017, Foam Talent Exhibition, Land of Black Milk – Red Hook Labs, Brooklyn NY, USA
- 2017, Gruppenausstellung: A Room Of One’s Own, Wetterling Gallery, Stockholm, Schweden
- 2017, Gruppenausstellung: ÖsterreichBilder, Salzburg Museum, Österreich
- 2017, Photo London, Somerset House, London, Großbritannien
- 2018, Einzelausstellung: Tomorrow of Yesterday, Foam Photography Museum, Amsterdam, Niederlande
- 2018, Gruppenausstellung: Paper Journal Launch, Webber Gallery, London, Großbritannien
- 2019, Einzelausstellung: I Can Be Her, Collectors Agenda, Wien, Österreich
- 2019, Einzelausstellung: Not just your face honey, C/O Berlin, Deutschland
- 2019, Einzelausstellung: Therese, WestLicht Museum, Wien, Österreich
- 2019, Einzelausstellung: Tomorrow of Yesterday, Modern Art Base Gallery, Shanghai, China
- 2020, Gruppenausstellung: Fotografiska x Vice: Next, Fotografiska, New York, USA
- 2020, Gruppenausstellung: Grandmother said it‘s okay, Villa Noailles, Hyères, Frankreich
- 2021, Gruppenausstellung:15 years of talent from the collection, Foam Photography Museum, Amsterdam, Niederlande
- 2022, Einzelausstellung: Each Poison, A Pillow, Galerie Christine König, Wien, Österreich
- 2022, Einzelausstellung: We Love Our Customers, Yuan Art Museum, Tianjin, China
- 2022, Gruppenausstellung: The Most Brillian Moments for You, Gyeonggi Museum of Modern Art, Südkorea
- 2023, Einzelausstellung: Each Poison, A Pillow, L‘Appartement – Espace Images Vevey, Schweiz
- 2023, Einzelausstellung: Each Poison, A Pillow, Museé Jenisch Vevey, Schweiz
- 2023, Einzelausstellung: We Love Our Customers, Kunst Haus Wien, Österreich
- 2023, Gruppenausstellung: Intangible Care, Belvedere 21, Wien, Österreich
- 2023, Gruppenausstellung: On The Road Again, Künstlerhaus, Wien, Österreich
- 2024, Gruppenausstellung: Critical Consumption, MAK – Museum für Angewandte Kunst, Wien, Österreich
- 2025, Gruppenausstellung: Stoff/Wechsel, Frauenmuseum Hittisau, Österreich

## Awards
- Foam Talent, 2016 – vergeben durch das in Amsterdam ansässige internationale Fotografie-Magazin Foam[13]
- Plat(t)form – Fotomuseum Winterthur, 2017
- Florentine Riem Vis Grant, 2017 – vergeben durch das Fotografie Museum Foam in Amsterdam
- Gewinner des C/O Berlin Talent Award, 2018 – vergeben durch das Fotografie Museum C/O Berlin in Deutschland
- Outstanding Artist Award 2018 für Künstlerische Fotografie[14]
- Wallpaper* New Generation Prize durch das 35. Festival für Mode und Fotografie in Hyères, 2020
- Images Vevey Broncolor Prize durch die Kunstbiennale Images Vevey in der Schweiz, 2021

## Nominierungen
- Nominierung für Author Book Award, 2015 – anlässlich des Fotobuch-Festivals Les Rencontres d’Arles (Shortlist)
- Nominierung für Unseen Dummy Award, 2016 – jährlicher internationaler Wettbewerb für Fotobücher (Shortlist)[15]
- Nominierung für ING Unseen Talent Award, 2016 – jährlicher internationaler Wettbewerb für junge Künstler (Longlist)[16]
- Nominierung für ING Unseen Talent Award, 2017 (Shortlist)